# Fort Hoo

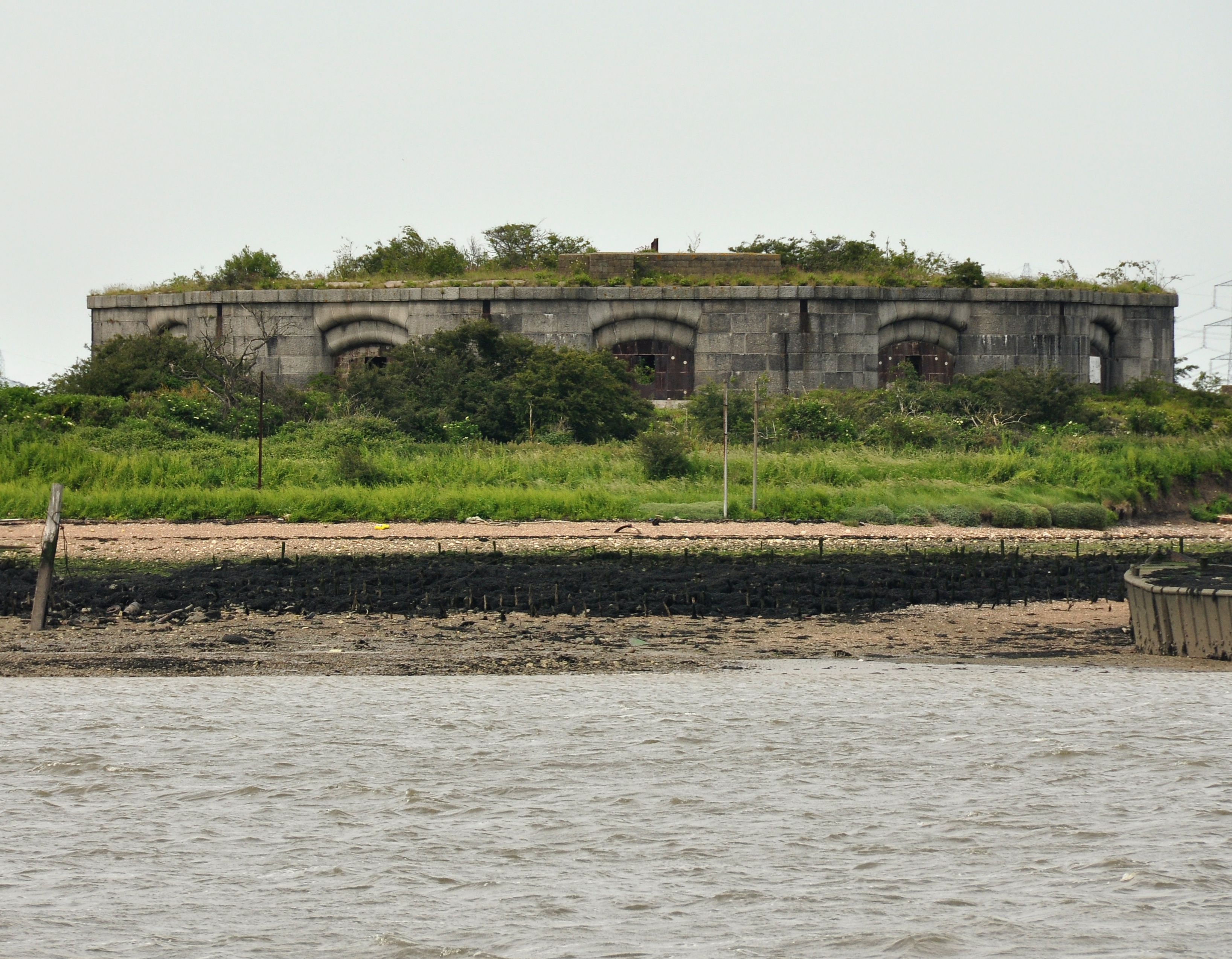
Fort Hoo

Fort Hoo ist die Ruine eines Forts auf einer Insel im River Medway in der englischen Verwaltungsgrafschaft Borough of Medway. Das Palmerston Fort wurde, wie Fort Darnet, auf Geheiß der Royal Commission 1859 im oberen schiffbaren Abschnitt des River Medway errichtet.

## Geschichte

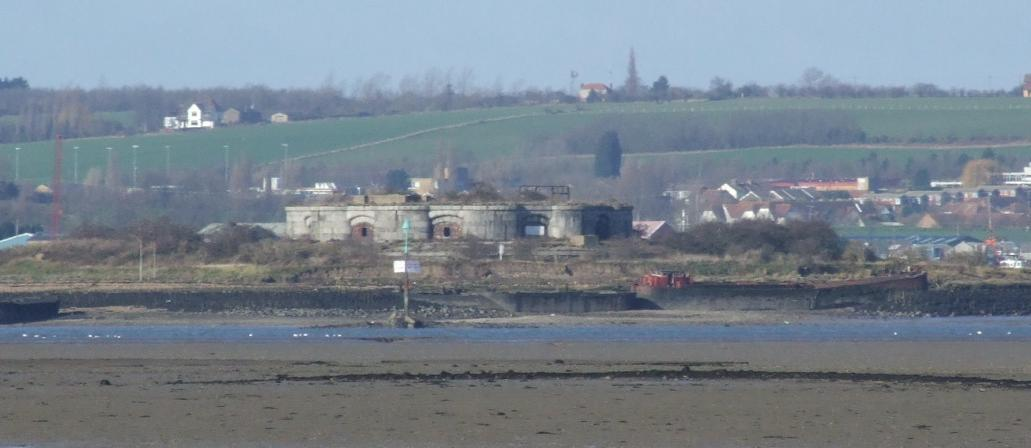
Fort Hoo mit Hoo St. Werburgh dahinter

Ursprünglich war das Fort für die Aufstellung von zwei Reihen von Geschützen in einem Kreis mit einer zwischen dem Fort und Fort Darnet gespannten Balkensperre gedacht, aber es gab viele Probleme mit der Setzung der Gebäude. Nach massiven Kostenüberschreitungen wurden die Forts 1871 mit nur einer Reihe mit 11 Geschützen fertiggestellt. Es handelte sich um eine Mischung aus 7"- und 9"-Vorderladern mit gezogenen Läufen, auf die Balkensperre wurde verzichtet.
Beide Forts wurden noch vor dem Ersten Weltkrieg außer Dienst gestellt. Im Zweiten Weltkrieg diente das Fort als Beobachtungsposten; es wurden Pillboxes darauf installiert. Das Fort ist heute noch relativ gut erhalten und gilt als Scheduled Monument. Es gehört dem Verteidigungsministerium und eine Landung auf der Insel ist offiziell verboten.